# Sonate pour flûte et harpe
La Sonate pour flûte et harpe est une œuvre de musique de chambre du compositeur britannique Arnold Bax, écrite en 1928.

## Contexte
C'est peu après sa Phantasy Sonata pour alto et harpe qu'Arnold Bax reçoit la commande d'une sonate (d'abord appelée « Sonatina ») pour flûte et harpe que Maria Korchinska a joué avec son mari, le comte Benckendorff, fils du dernier ambassadeur tsariste à Londres, en avril 1928, mais elle n'atteignit pas un public plus large car elle est restée la propriété des Benckendorff et n'a pas été publiée. En conséquence, la musique était peu connue, et lorsque Arnold Bax l'a réécrite plus tard pour en faire son Concerto pour sept instruments – en fait un septuor – personne n'a remarqué qu'il s'agissait d'un arrangement.

## Structure
L'œuvre est composée de trois mouvements :
1. Allegro moderato
2. Lento
3. Moderato giocoso

## Analyse

### Premier mouvement
Les deux thèmes du premier mouvement allegro moderato ont une allure folklorique, le second semblant emprunter une phrase de l'air folklorique « Down by the Sally Gardens », mais l'effet général est plein d'entrain.

### Deuxième mouvement
Le deuxième mouvement, une cavatine, est marqué lento et présente un contraste marqué. Arnold Bax pensait certainement aux événements de l'insurrection de Pâques. Ici, la ligne chromatique de la flûte et l'humeur générale mélancolique ont une forte teinte élégiaque.

### Troisième mouvement
Dans le moderato giocoso final, Arnold Bax se ressaisit, et l'on retrouve l'un de ces mouvements de danse présent dans nombre de ses œuvres, et qui sont certainement dérivés de ses propres souvenirs de danses folkloriques irlandaises. L'air contrasté du deuxième sujet est introduit par la harpe, mais avant qu'il ne puisse redevenir trop introspectif, l'humeur s'éclaircit et l'œuvre se termine de manière exubérante.